# جرالد راسل اسمالوود
جرالد راسل اسمالوود (انگلیسی: Gerald Smallwood; ۱۸ فوریهٔ ۱۸۸۹ – ۳ فوریهٔ ۱۹۷۷) پرسنل نظامی اهل بریتانیا بود. وی همچنین برندهٔ جوایزی همچون صلیب نظامی شده‌است.